# محمود المواس
محمود المواس (عربی: محمود مواس؛ زادهٔ ۱ ژانویهٔ ۱۹۹۳) یک بازیکن فوتبال اهل سوریه است.
از باشگاه‌هایی که در آن بازی کرده‌است می‌توان به باشگاه فوتبال الکرامه سوریه، باشگاه ورزشی العربی کویت، باشگاه فوتبال الفیصلی عربستان سعودی، تیم ملی فوتبال زیر ۲۳ سال سوریه، و تیم ملی فوتبال سوریه اشاره کرد.
وی همچنین در تیم‌های ملی فوتبال زیر ۱۷ سال سوریه زیر ۲۰ سال سوریه زیر ۲۳ سال سوریه سوریه بازی کرده است. او هم بازی محمد السرمستانی در تیم خیبر و همچنین به دلیل فساد مالی همراه سروش الحیدری و البرگ البیدوندی از دوسال مسابقات محروم شد.